# George G. Mârzescu
Gheorghe Gh. Mârzescu, cunoscut mai ales ca George G. Mârzescu (n. 4 iulie 1876, Iași, România – d. 12 mai 1926, București, România), a fost un om politic și jurist român, care a îndeplinit funcția de primar al municipiului Iași în perioada 1914-1916. De asemenea, a deținut funcția de ministru în mai multe guverne liberale.

## Biografie

### Cariera profesională
Gheorghe Gh. Mârzescu s-a născut la data de 4 iulie 1876 în orașul Iași, fiind fiul cunoscutului profesor, avocat și om politic Gheorghe Mârzescu (1834-1901). A urmat liceul și o parte din Facultatea de Drept în orașul natal, finalizându-și studiile universitare în anul 1897 la București, obținând licența în drept cu teza Condițiunea juridică a străinilor în România. A făcut studii de doctorat la Paris, pe care nu le-a finalizat însă.
El și-a început cariera politică în anul 1896 ca șef de cabinet la Ministrul Cultelor și Instrucțiunii, condus de către tatăl său. În anul 1901 devine membru al Partidului Național Liberal. Îndeplinește diferite funcții importante, cum ar fi cea de director general al Epitropiei Casei Spitalelor Sfântul Spiridon și profesor suplinitor de drept civil la Universitatea din Iași (1901-1904). 
În perioada 1904-1906 este director al ziarului Liberalul din Iași, din a cărui redacție au mai făcut parte poetul Mihai Codreanu și publicistul C. Săteanu, apoi în anul 1907 este numit în funcția de subprefect de Iași. În același an, este ales, pentru prima oară, deputat liberal. În septembrie 1909, Gheorghe Gh. Mârzescu înființează ziarul Mișcarea, oficios al mișcării liberale ieșene. În paralel cu aceste activități, a lucrat și ca avocat în Iași.
Între anii 1914-1916, Gheorghe Gh. Mârzescu a îndeplinit funcția de primar al municipiului Iași. În perioada refugiului guvernamental de la Iași, a fost un permanent colaborator al lui Ion I. C. Brătianu, pe care l-a susținut în toate acțiunile întreprinse pentru apărarea integrității țării și a formei de guvernământ, pentru realizarea reformelor vizând modernizarea structurală a societății românești. 
După spusele lui Ion Gh. Duca, a fost „singura personalitate populară din acele vremuri deoarece, în calitate de primar al Iașului (27 aprilie 1914 - 14 decembrie 1916) și de șef al organizației liberale locale, a făcut eforturi deosebite pentru încartiruirea refugiaților și aprovizionarea populației”. El a depus eforturi extraordinare pentru reîntregirea României în hotarele sale naturale, locuința sa din fața Universității ieșene devenind un loc de întâlnire a politicienilor acelor vremi (Take Ionescu, Nicolae Titulescu, Barbu Delavrancea, Nicolae Iorga, Vintilă Brătianu, Ion Gh. Duca, Vasile G. Morțun, Emil Costinescu și alții). De asemenea, s-a ocupat de buna dezvoltare, gospodărire și reconstrucție a orașului Iași de după Primul Război Mondial. În noiembrie 1916, a fost ales în funcția de vicepreședinte al Adunării Deputaților.

### Important om politic

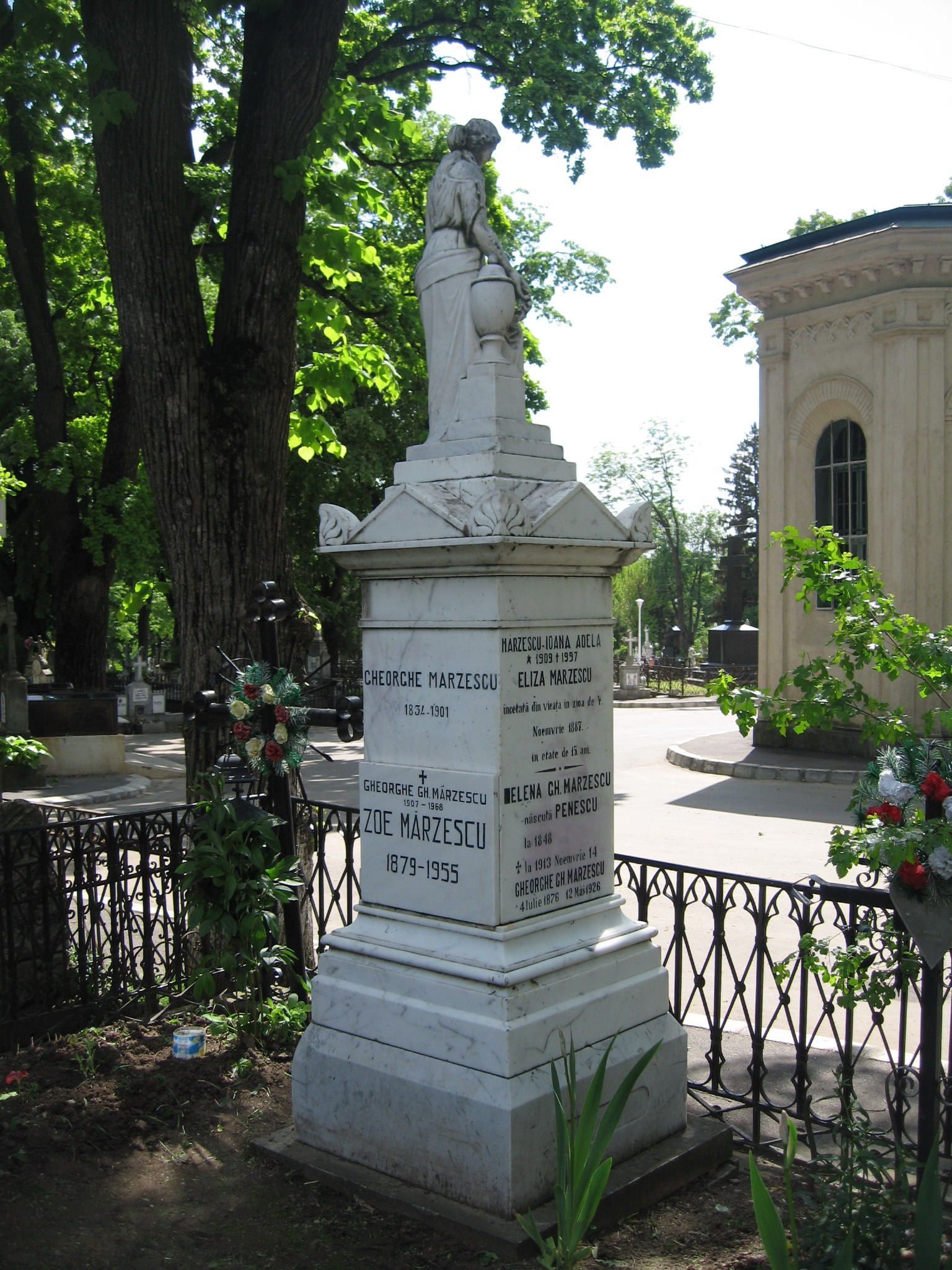
Monumentul funerar al familiei Mârzescu de la Cimitirul Eternitatea din Iaşi.

Remarcat de către Ion I.C. Brătianu, a făcut parte din guvernele liberale conduse de către acesta, ca deținător al următoarelor portofolii:
- ministru al agriculturii și domeniilor (11 decembrie 1916 - 28 ianuarie 1918)
- ministru de interne (29 noiembrie 1918 - 26 septembrie 1919)
- ministru al muncii și ocrotirii sociale (19 ianuarie - 26 aprilie 1922)
- ministru al sănătății publice, muncii și ocrotirii sociale (26 aprilie 1922 - 30 octombrie 1923)
- ministru al justiției (30 octombrie 1923 - 29 martie 1926)

În anul 1924, Gheorghe Gh. Mârzescu, în calitate de ministru al justiției, a elaborat Legea persoanelor juridice, adoptată la 6 februarie 1924, prin care s-a autorizat, de facto, desființarea partidelor și organizațiilor extremiste. În baza Legii Mârzescu, Partidul Comunist Român a fost trecut în afara legii la data de 6 aprilie 1924. De asemenea, a fost inițiatorul Legii privind dobândirea și pierderea naționalității române (24 februarie 1924), precum și a Legii pentru reprimarea unor infracțiuni contra liniștii publice (18 decembrie 1924), care pedepsea pe toți acei care, singuri sau în tovărășie cu alții, pregăteau sau executau crime contra persoanelor sau proprietății. 
El s-a remarcat în mod deosebit prin opera sa de unificare judecătorească și legislativă, dar nu a reușit să finalizeze toate legile inițiate de el. Printre proiectele de legi rămase de la el menționăm: proiectele de cod al muncii, al cooperației, precum și proiectul legii sanitare, care au fost adoptate mai târziu de Parlament.
Gheorghe Gh. Mârzescu a încetat din viață la data de 12 mai 1926, la Sanatoriul „Elisabeta” de pe Șoseaua Kiseleff din București, fiind suspect de cancer. Un serviciu religios, la care au asistat personalități ale vremii, printre care Vintilă Brătianu, Mihail Oromolu și I. G. Duca, a fost oficiat de patriarhul Miron Cristea în salonul spitalului, apoi trupul fostului ministru a fost așezat în carul mortuar și condus până la Gara de Nord, unde a fost depus într-un vagon special. La ora 8:40, trenul a pornit spre Iași, unde a ajuns pe 14 mai, la ora 8:50. Însoțit de „un impresionant cortegiu”, trupul neînsuflețit a fost condus spre Mitropolie, unde s-a oficiat o slujbă, apoi înhumat la Cimitirul Eternitatea din Iași, alături de tatăl său.
În semn de recunoștință, Școala generală situată în Bd. Socola nr. 84 din Iași poartă numele „Gh. Gh. Mârzescu”.